# Vulcanella schmidti
Vulcanella schmidti är en svampdjursart som beskrevs av Maldonado 2002. Vulcanella schmidti ingår i släktet Vulcanella och familjen Pachastrellidae.
Artens utbredningsområde är Mexikanska golfen. Inga underarter finns listade i Catalogue of Life.